# Имре Немет
Имре Немет (мађ. Németh Imre; Каса, 23. септембар 1917 — Будимпешта, 18. август 1989) био је мађарски спортиста који се такмичио у бацању кладива. Отац је олимпијског шампиона и светског првака у бацању копља Миклоша Немета.

## Спортска биографија
Немет се такмичио за Мађарску на Олимпијским играма 1948. одржаним у Лондон (Уједињено Краљевство) — где је освојио златну медаљу, те Олимпијским играма 1952. одржаним у Хелсинкију (Финска) — где је освојио бронзану медаљу.
У Лондону је велику битку водио са југословенским репрезентативцем и олимпијцем Иваном Губијаном, својим приватно великим пријатељем а на борилишту љутим противником. На крају је Губијан морао да се задовољи сребрном медаљом.
Следеће Олимпијске игре су донеле нову медаљу Немету, заузео је треће место и освојио бронзану медаљу после свог сународника Јожефа Чермака (који је први пут у историји Олимпијских игара пребацио границу од 60 метара) и Немца Карла Шторха.

## Спортски успеси
Имре Немет је светски рекорд обарао три пута. Први пут је ово учинио 14. јула 1948. године, уписавши резултат 59,02 метра и оборивши тако званични рекорд Немца Ервина Бласка из 1938. године (за два центиметра). Међутим, ово је ипак било мање од нератификованог рекорда Ирца Патрика О’Калахана од 59,56 метара из 1937. године. Други пут је то било 4. септембра 1949. године, када је Немет забележио резултат од 59,57 метара и тако оборио и званични и незванични рекорд. Трећи пут је оборио светски рекорд 19. маја 1950. године, бацивши класиво 59,88 метара у Будимпешти.
Неметови спортски успеси:
- олимпијски победник (1948. Лондон)
- треће место на Олимпијским играмаи (1952. Хелсинки)
- првак Енглеске (1947)
- дванаестоструки првак Мађарске (појединачно)
- дванаестоструки првак Мађарске (екипно)
- дванаестоструки рекордер Мађарске
- светски рекорди:
  - 1948: 59,02 м-[2][3]
  - 1949: 59,57 м
  - 1950: 59,88 м[2]